# Macora (Piura)
Macora es una localidad peruana ubicada en el distrito de Lagunas, perteneciente a la provincia de Ayabaca del departamento de Piura, al norte del Perú. 

## Ubicación
Macora se ubica al centro de la provincia de Ayabaca, en el distrito de Lagunas, en el departamento de Piura.

## Demografía
En 2017 Macora tenía una población de 11 habitantes.
| Gráfica de evolución demográfica de Macora entre 1993 y 2017 |
|                                                              |
| Fuentes: Población 1993 y 2017                               |